# Монте Албино (Фиренца)
Монте Албино је насеље у Италији у округу Фиренца, региону Тоскана.
Према процени из 2011. у насељу је живело 33 становника. Насеље се налази на надморској висини од 269 м.